# Alba Brunet
Alba Brunet (Palma di Maiorca, 18 ottobre 1993) è un'attrice, docente e modella spagnola, nota per aver interpretato il ruolo di Leonor Hidalgo nella soap Una vita (Acacias 38) e per aver interpretato il ruolo di Fina Valero nella soap "Sueños de Libertad", in onda da febbraio 2024 su Atresplayer e Antena3.

## Biografia
Alba Brunet è nata il 18 ottobre 1993 a Palma di Maiorca (Spagna), e oltre alla recitazione si occupa anche di insegnamento.

## Carriera
Alba Brunet durante la sua adolescenza si è trasferita a Barcellona per intraprendere i suoi gli studi di recitazione e successivamente si è trasferita a Madrid per motivi professionali. Nel 2009 ha fatto la sua prima apparizione sul piccolo schermo nel cortometraggio La filosofía de la futilidad diretto da Marco Antonio Robledo. Nel 2012 e nel 2013 ha insegnato come docente alla Scuola Edumar a Castelldefels a studenti con età compresa tra gli 8 e i 10 anni.
Dal 2015 al 2019 è entrata a far parte del cast della soap opera in onda su La 1 Una vita (Acacias 38), nel ruolo di Leonor Hidalgo, dove nel 2021 è tornata in occasione dell'ultima puntata. Nel 2016 ha recitato nel cortometraggio La melodía del mal diretto da Miguel Ángel Durán.
Nel 2019 ha interpretato il ruolo di Agnès nel film Barcelona 1714 diretto da Anna Bofarull. Nello stesso anno ha recitato nella serie Bany Compartit. Sempre nel 2019 ha insegnato come docente alla Scuola del Mar a Barcellona a studenti con età compresa tra i 6 e gli 8 anni e successivamente ha tenuto un incontro teatrale in catalano a Maiorca a studenti di 16 anni.
Nel 2020 ha ricoperto il ruolo di Marta nella serie Pep. Nello stesso anno è apparsa nella serie Patria. Nel 2020 e nel 2021 ha interpretato il ruolo di Bruna nella miniserie Contiguo. Nel 2021 ha interpretato il ruolo di Paz Casals nella serie Maiorca Crime (The Mallorca Files). Nello stesso anno ha interpretato il ruolo di Reportera Informativos nella serie Paraíso.
Nel 2022 ha recitato nella serie Mòpies. Nello stesso anno ha interpretato il ruolo di Ana Flores nel film L'arma dell'inganno - Operazione Mincemeat (Operation Mincemeat) diretto da John Madden. Sempre nel 2022 ha recitato nella miniserie Crossfire. Nel 2023 ha preso parte al cast del film What About Love diretto da Klaus Menzel.

### Lingue
Alba Brunet oltre allo spagnolo e il catalano, parla fluentemente l'inglese.

## Filmografia

### Cinema
- Barcelona 1714, regia di Anna Bofarull (2019)
- L'arma dell'inganno - Operazione Mincemeat (Operation Mincemeat), regia di John Madden (2022)
- What About Love, regia di Klaus Menzel (2023)

### Televisione
- Una vita (Acacias 38) – soap opera, 878 episodi (2015-2019, 2021)
- Bany Compartit – serie TV (2019)
- Pep – serie TV (2020)
- Patria – miniserie TV (2020)
- Contiguo – miniserie TV (2020-2021)
- Maiorca Crime (The Mallorca Files) – serie TV (2021)
- Paraíso – serie TV (2021)
- Mòpies – serie TV (2022)
- Crossfire – miniserie TV (2022)
- Suenos de Libertad - serie TV (2024-)

### Cortometraggi
- La filosofía de la futilidad, regia di Marco Antonio Robledo (2009)
- La melodía del mal, regia di Miguel Ángel Durán (2016)
- Andy y las demás, regia di Cintia Ballbé (2021)
- Encore, regia di Matthew Deimling Johns (2021)

## Teatro
- Torneo de Dramaturgia, presso il teatro del Mar (2019)
- Voces Emergentes, diretto da Pep Cerdà, presso il teatro Principal de Palma (2019)

## Esperienza come docente
- Scuola Edumar a Castelldefels, studenti tra gli 8 e i 10 anni (2012-2013)
- Scuola del Mar a Barcellona, studenti tra i 6 e gli 8 anni (2019)
- Incontro teatrale in catalano a Maiorca, studenti di 16 anni (2019)

## Doppiatrici italiane
Nelle versioni in italiano dei suoi film e delle sue serie TV, Alba Brunet è stata doppiata da:
- Katia Sorrentino[22] in Una vita[23]